# مارغريت بارنز
مارغريت بارنز Margaret Barnes (ولدت 1886 – وماتت 1967) كاتبة مسرحية وروائية أمريكية.
في عام 1926 وفي عمر يناهز 40 عاما تعرضت مارغريت لحادث سير، نتج عنه كسر ظهرها. وشجعها صديقها الكاتب المسرحي إدوارد شلدوين علي الكتابة لشغل وقتها. كتبت بين عامي 1926 و1930 عدة قصص قصيرة وثلاث مسرحيات.
وفي عام 1931 حصلت على جائزة بوليتزر عن روايتها «سنوات من النعمة» Years of Grace.

## روابط خارجية
- مارغريت بارنز على موقع IMDb (الإنجليزية)
- مارغريت بارنز على موقع أول موفي (الإنجليزية)
- مارغريت بارنز على موقع قاعدة بيانات برودواي على الإنترنت (الإنجليزية)